# Casa al passeig Bisbe Guillamet, 6 (Olot)
La Casa al passeig Bisbe Guillamet, 6 és una casa d'Olot (Garrotxa) inclosa a l'Inventari del Patrimoni Arquitectònic de Catalunya.

## Descripció
És una casa entre mitgeres, de planta rectangular i teulat a dues aigües. Disposa de baixos i dos pisos. Els primers acullen un local comercial i els murs estan estucats imitant carreus de pedra. El primer pis té un ampli boínder central que es converteix en terrassa al pis superior. Està decorat amb un escut llis, voltat de fullatges estilitzats; aquests motius es repeteixen a la resta d'obertures de la casa, malgrat que alguns estan en un estat de conservació molt dolent. Els cantoners de la casa estan decorats amb estuc imitant carreus de pedra.

## Història
La capital de la Garrotxa viurà, a principi de la centúria xx, moments de puixança econòmica i demogràfica. L'estil modernista tindrà el seu ressò a casa nostra ; els arquitectes Josep Azemar i Pont, Albert Blasco i Domènech i Muntaner treballen a la vila. El Noucentisme, amb totes les seves corrents i contradiccions deixarà dos edificis notables: Les Escoles Malagrida i la Biblioteca de la Mancomunitat, avui desapareguda. Urbanísticament, es tirarà endavant l'eixample Malagrida, el Passeig de Barcelona; s'acaba el Passeig d'en Blay i s'inicien les obres del Firalet i dels terrenys fins a la Carretera de Sant Joan de les Abadesses.